# Lucia Bedarida Servadio
Lucia Bedarida Servadio (Ancona, 17 luglio 1900 – Cornwall-on-Hudson, 17 aprile 2006) è stata un medico italiano.
È stata la prima donna medico ebrea d’Italia laureata in chirurgia e ostetricia.

## Biografia

### Gli inizi
Lucia Bedarida Servadio nacque ad Ancona il 17 luglio 1900 da Cavour Servadio, uomo d’affari in contatto con diverse corporazioni straniere, e Gemma Vitale, pianista e infermiera. La famiglia, appartenente alla media borghesia ebraica di origine sefardita, era completamente integrata nella città sin dai tempi dell’emancipazione ebraica. Come la maggior parte degli ebrei italiani, i Servadio erano ferventi patrioti e nazionalisti.

### La formazione e l'approccio con la medicina
Lucia sin da piccola si dimostrò brillante negli studi; ella, infatti, terminò la scuola superiore a soli sedici anni con votazioni eccellenti. Inizialmente iscrittasi alla facoltà di Medicina a Torino, si trasferì poi a Roma (1916-1917) per svolgere i restanti anni di studio. Il 17 luglio 1922, giorno del suo ventiduesimo compleanno, ottenne con lode il titolo di dottoressa in medicina e chirurgia, guadagnandosi l’appellativo di più giovane donna medico d’Italia. A ciò si aggiunse anche la proposta di pubblicazione della sua tesi sperimentale intitolata "Alterazioni del parenchima epatico nelle colecisti acute”: un episodio di particolare importanza, in un periodo storico in cui alle donne non veniva ancora accordata la giusta considerazione:
«[…] era ancora inculcata e radicata nella mentalità dell’epoca l’opinione che certi tipi di lavoro non si addicessero al sesso, allora considerato debole».
Ciò risulta rilevante in quanto, sebbene l’istruzione sia sempre stata un fattore preponderante nella vita ebraica, anche quando gli ebrei erano relegati nei ghetti, e diverse fossero le donne ebree istruite e laureate, solo poche di loro riuscirono a fare carriera universitaria o a occupare posizioni di spicco, soprattutto nel mondo accademico italiano, ancora legato a una visione esclusiva della conoscenza.
Infatti, a cavallo tra il 1890 e il 1900, l’attribuzione alla donna di un ruolo minoritario e subalterno rappresentava un tratto culturale tipico della tradizione italiana, contrastato dall’impegno emancipazionista di diverse donne, che ebbero il merito di accostare il campo medico e assistenziale alla svilente identificazione della figura femminile, tramite la dedizione professionale e culturale nei confronti della collettività. E proprio sulla scorta dei principi resi concreti dall’attivismo pratico e sociale di quei gruppi femminili, si plasmò la vita professionale e privata di Lucia. Fu così che, dovendo accantonare il desiderio di seguire la specializzazione in chirurgia infantile a Londra e potendosi dedicare maggiormente alla vita pubblica, che nel 1923 Lucia si fidanzò e poi sposò con il dottor Nino Vittorio Bedarida, medico chirurgo all’Ospedale San Giovanni di Torino.

### Le ragioni della scelta: la "rivelazione" della medicina
La scelta di intraprendere il percorso medico fu determinata, come Lucia stessa dirà più volte nel corso della sua vita, da una ‘‘rivelazione’’, giustificata da lei come una missione che le avrebbe permesso di aiutare gli altri e di sentirsi utile. Fu influenzata dagli orrori della prima guerra mondiale e dal vissuto della madre, infermiera volontaria in un ospedale militare, dalla quale assorbì esperienze e conoscenze.
‘‘Ho sentito come una rivelazione che lo studio della medicina era la strada su cui dovevo mettermi.’’
Una decisione che, a distanza di quasi 70 anni, Lucia non rimpianse mai, anzi, come disse nell’ultima intervista che rilasciò nel 2006:
"Debbo dire che non mi sono mai pentita di aver studiato medicina e di aver lavorato come medico, anzi, ancora oggi affermo che, se ci fosse una vita futura ed io ritrovassi tutte le mie facoltà di corpo ed intelletto, tornerei alla medicina. Questo richiamo che io ho sentito, quest’influenza sullo spirito femminile di curare chi soffre, deve essere stato forte in quel momento perché tante giovani vite venivano spezzate e molte altre erano sottoposte a sofferenze incredibili.

### Gli anni del nazifascismo
Dal 1933, momento in cui la dittatura fascista iniziò a irrigidirsi ulteriormente, Lucia e suo marito furono obbligati a iscriversi al Partito Nazionale Fascista, altrimenti gli sarebbe stata preclusa la partecipazione alla maggior parte delle attività di vita quotidiana. Di lì a poco finirono per ricoprire posizioni di grande prestigio in un clima di collaborazionismo esplicito.
Una volta iscritto al Fascio, Nino, che era stato capitano medico durante la prima guerra mondiale (in cui si arruolò volontariamente), fu subito nominato Maggiore medico della Milizia, Lucia, invece, fu designata segretaria del Fascio Femminile. Nel ricoprire tale ruolo, si propose l’obiettivo di dare a quest'incarico un nuovo slancio, tentando di coinvolgere le donne locali in svariate attività, al punto che, quando le furono richieste le dimissioni da segretaria del Fascio, tutte le donne che avevano collaborato con lei si dimisero in massa con una lettera piena di elogi per il buon lavoro che aveva svolto.

Ciononostante, come scriverà in un suo breve articolo, "Reflections on an Italian Jewish Life", l'accaduto la portò a sentirsi rifiutata, sola e infelice. Non riusciva, infatti, a capacitarsi del perché, nonostante, lei e il marito avessero curato e salvato tante persone, stavano subendo tutto questo: si chiedeva come il rapporto con la comunità potesse passare dalla stima e benevolenza all’odio e al disprezzo:
‘‘Qual è il substrato di questo fenomeno? Razziale, religioso, sociale, economico?’’.
Domande e preoccupazioni che si ponevano tutti gli ebrei italiani, come traspare in molte lettere da loro scritte e indirizzate a Mussolini e anche al re Vittorio Emanuele III in occasione dell’enunciazione delle leggi razziali nel 1938, le quali sconvolsero la quotidianità familiare di Lucia al punto che lei stessa scrisse:
“La comparsa delle leggi razziali, è stata un fulmine a ciel sereno: la macchina amministrativa era stata messa subito in movimento ed eseguita pedissequamente, per cui, nel corso di due mesi la mia famiglia, mio marito chirurgo, io medico, tre figliole, ci siamo trovati mio marito fuori dall’ospedale di cui era primario, io potevo ancora fare visite a domicilio e fare prescrizioni mediche. Le ragazze fuori dalla scuola, e, poiché vivevamo in un centro dove eravamo la sola famiglia ebrea, non esistevano scuole ebraiche, quindi impossibilitate a studiare. Il quadro che do di noi può rendere facilmente che subbuglio psicologico queste leggi, anche se non ancora cariche di minaccia, hanno portato nella nostra famiglia”.

### La nuova vita a Tangeri
Date le circostanze, l’unica soluzione che rimaneva alla famiglia Bedarida era quella di trasferirsi all’estero. Emigrare però non era cosa semplice, pur avendo disponibilità economiche era molto difficile ottenere un visto. Dopo aver cercato in tutti i consolati di Roma, i Bedarida riuscirono ad avere una promessa di visto dal Console dell’Ecuador, ottenuta dietro pagamento di un'ingente somma di denaro. Tale accordo non venne mai mantenuto: il Console rinnegò loro il visto poco prima della partenza.
A quel punto i coniugi pensarono di spostarsi verso Tangeri, considerata un luogo sicuro per i profughi che scappavano dall’Europa nazista. Lì, infatti, non solo avrebbero potuto proseguire con la loro attività di medici, poiché non c'era bisogno di alcun visto e le lauree italiane venivano riconosciute, ma avrebbero anche potuto continuare a offrire alle loro figlie un’educazione scolastica.

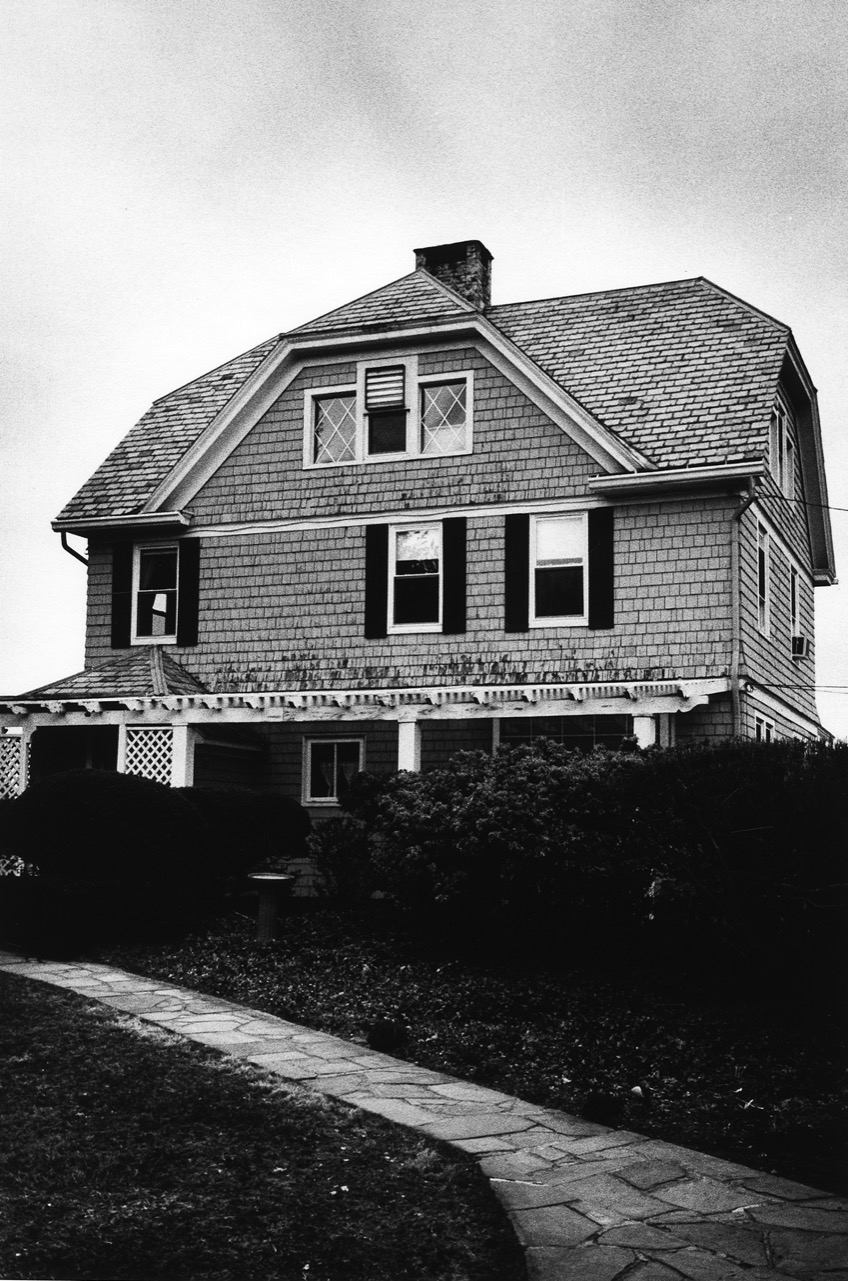
La casa di Lucia Bedarida Servadio a Cornwall-On-Hudson. Immagine tratta dal libro "Un giorno con Lucia", di Olivia Fincato e Renato D’Agostin.

Nel 1939, Nino partì da solo per vedere quali fossero le effettive possibilità di lavoro e se avesse potuto aprire una clinica privata. Nel frattempo Lucia, rimasta in Italia, si preoccupò di vendere i due appartamenti di loro proprietà e con il ricavato comprare tutta l’attrezzatura medica chirurgica, compresi i permessi di esportazione. Agli ebrei era vietato esportare beni propri, specie denaro, ragion per cui, nel trasporto, Lucia fu aiutata da alcuni gerarchi fascisti che erano stati suoi pazienti, i quali le permisero l’esportazione di tutto l’equipaggiamento medico per avviare la clinica chirurgica a Tangeri. Raggiunto il marito in Marocco riuscirono nel loro intento.
Con i primi profitti, i coniugi, riuscirono a prendere in locazione un appartamento e a quel punto si trasferirono anche le figlie.
Negli anni Lucia, oltre a lavorare per il Consolato Italiano, con pazienti italiani, divenne la Tubiba (“dottore” in lingua araba) e la shifa’ almarid (parola araba che sta a significare “colei che guarisce e cura”).

### Gli ultimi anni
Nel 1981, sotto richiesta delle figlie, si trasferì negli Stati Uniti d’America. Sebbene preferisse la vita in Marocco rimase lì per un periodo di 25 anni fino alla sua morte. Morì a Cornwall-On-Hudson, vicino a New York, nell’aprile del 2006; per sua scelta volle che la sua salma fosse riportata in Italia, nel cimitero ebraico di Torino, dov’era stato sepolto precedentemente anche suo marito.

## La visione della professione medica
Lucia non aveva mai considerato la medicina come un mezzo per godere di prestigio sociale, ma per la dottoressa l’unico obiettivo era quello di affinare progressivamente le proprie tecniche di cura ma soprattutto soccorrere i più bisognosi. Infatti, ella era vista dalle donne arabe come l’unico medico al quale potersi rivolgere, poiché non esitava a rispondere ad ogni loro richiesta di aiuto. Lei stessa scriverà:
“Un medico non può e non deve mai rifiutare il suo aiuto quando richiesto”.
A testimonianza di ciò, ella orientò il suo lavoro verso un atteggiamento di estrema professionalità caratterizzato da una visione della salute quale diritto che il medico deve tutelare, perseguendo l’obiettivo dell’equità sociale, principio che fino a quel momento non rappresentava ancora parte fondante dei sistemi sanitari europei.

## Gli incarichi e le nomine
Servadio ricevette diversi incarichi e nomine: fu scelta dall’Organizzazione mondiale per la salute e le Nazioni Unite come medico per il Marocco, e fu invitata a lavorare per il Ministero della Salute marocchino al fine di supportare le donne svantaggiate del Paese.
Fu poi nominata medico referente del Consolato generale d’Italia a Tangeri e nel 1946 come Medical Advisor (consulente medico speciale) dalla Delegazione degli Stati Uniti d'America. In ambito scientifico internazionale venne scelta come corrispondente per il Marocco della rivista "Journal of American Medical Women’s Association". Nel 1957 iniziò a collaborare con l’associazione francese "Oeuvre secours enfance", che si occupava dei rifugiati ebrei perseguitati in Europa. Forse nel tentativo di superare il trauma della morte della madre e della nonna, che nel 1944 persero la vita nel campo di sterminio ad Auschwitz, supportò il governo israeliano nell’operazione segreta che avrebbe dovuto aiutare gli ebrei del Marocco a raggiungere clandestinamente Israele. Contemporaneamente entrò a far parte dei Servizi Segreti Israeliani (Mossad) i quali cercavano medici che potessero assistere gli ebrei.
Lucia promosse, infine, l'apertura di un’università internazionale a Tangeri: la proposta di creazione dell’ateneo venne pubblicata nel Journal of the American Medical Women’s Association, nel 1948.

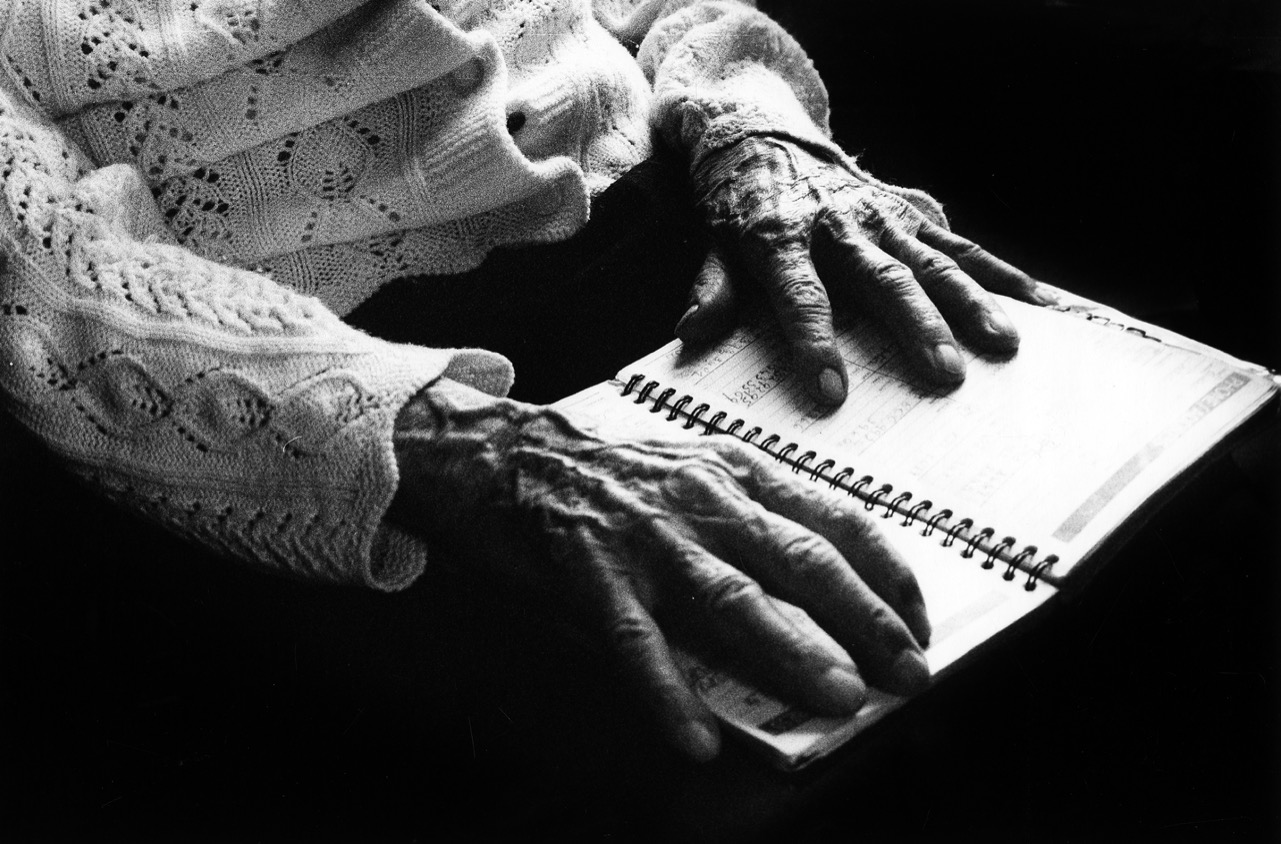
Mani di Lucia Bedarida Servadio. Immagine tratta dal libro "Un giorno con Lucia", di Olivia Fincato e Renato D’Agostin.

## Gli scritti[2]
- 1946 - Lettera alla famiglia Sereni, 13 Marzo, File Irgun Ole’ Italia, Center Archives for the History of the Jewish People, Gerusalemme.
- 1965 - “Dante e la medicina ”, in La Serpe, Rivista letteraria dell’Associazione dei Medici Scrittori italiani, Torino.
- 1967 - "La medicina araba antica e la sua influenza sul pensiero medico moderno", in Pagine di Storia della Medicina, vol. 3, pp. 10–24.
- 1989 - "La donna e la Medicina", Atti del Convegno presso il Centro Italiano Noi Italiani d’Oggi, New York.
- 1992-1993 - "Diari", inedito.
- 2002 - "Reflection on an Italian Jewish life", in The most ancient of minorities: the Jews of Italy, di S. Pugliese, Westport, Greenwood Press.
- Collaborazioni con la rivista femminile americana "Journal of american women’s association" e con il giornale spagnolo "Diario España".